# 浙江大学校史
浙江大学之前身求是书院创立于1897年，是浙江省第一所国人自办的新式书院。在中华民国时期，以浙江省工业专门学校、浙江省农业专门学校合并，外加新建一文理学院，在求是书院旧址创办国立大学。中华人民共和国成立初期，经历国立英士大学、教会之江大学并入，并被拆分重组为一所多学科工科大学，其医学院、农学院以及文理学院各自经历重组，成为浙江医科大学、浙江农业大学、杭州大学。1998年，浙江医科大学、浙江农业大学、杭州大学与浙江大学重新合并，形成今日之综合性大学。

## 前身

### 求是书院→浙江高等学堂

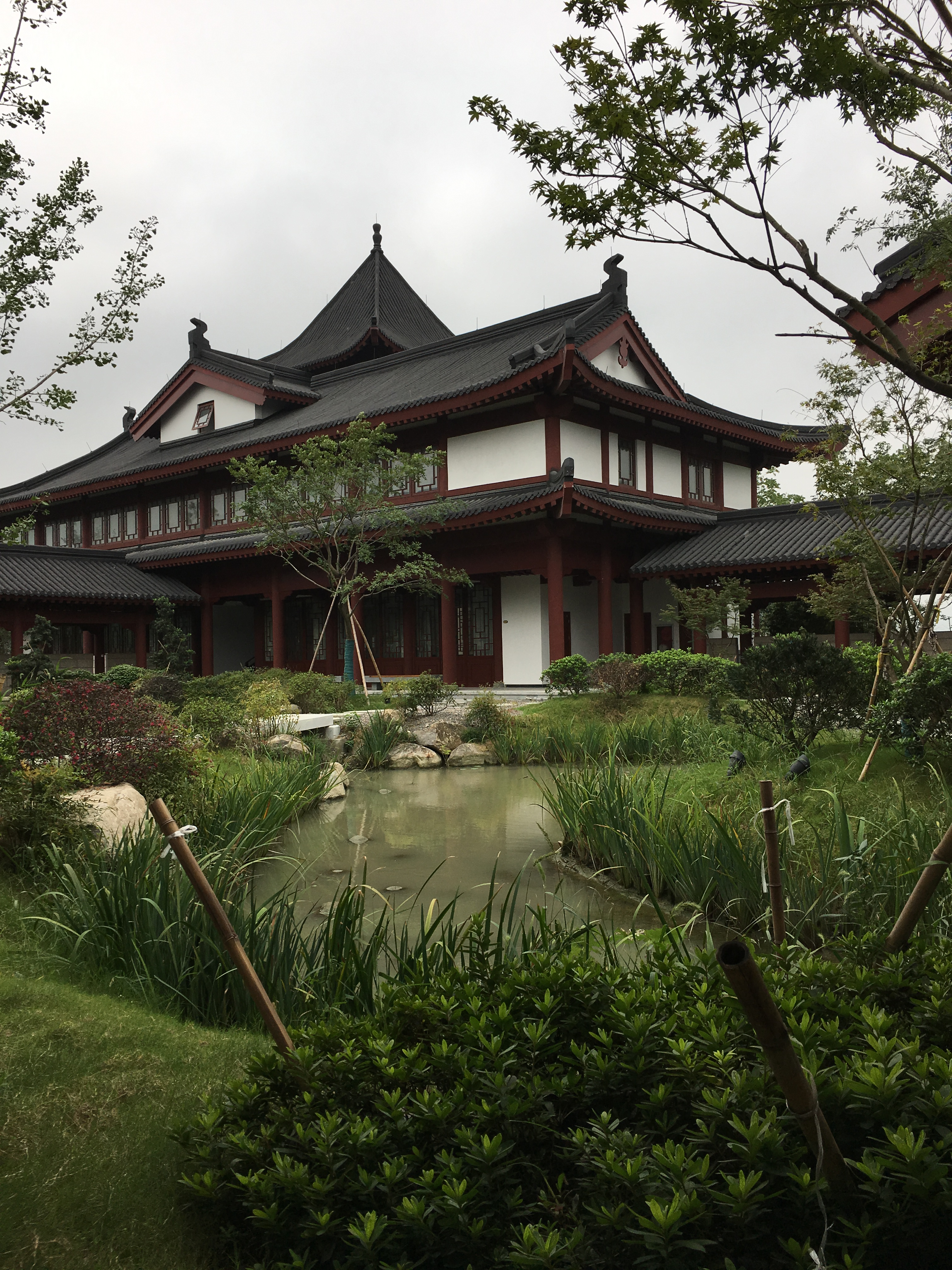
浙江大学紫金港校区内模仿求是书院新建的求是大讲堂

杭州知府林启于1897年设立求是书院，是浙江省高等教育之嚆矢，浙江大学之前身。作为中国近代史上效法西方学制最早创办的几所新式高等学校之一，求是书院在初创时期受到同城的育英书院的影响，以育英书院的美国教师王令赓为总教席，统管书院的教学事务。
作为近代中国自办的第一所普通文理学院，不同于此前上海制造局附设的广方言馆与北京的同文馆等官办学校，教师以中国人为主，就连西文也由中国人教授，不仅要求学生学习近代科学文化知识，还要求学生学习中国传统文化。1898年，求是书院又率先派遣优秀学生去日本留学，“为各省派往日本游学之首倡”。
1901年起，求是书院先后改名为求是大学堂、浙江大学堂、浙江高等学堂。1909年起，学校开始招收女生。1912年，民国元年，浙江高等學堂改名浙江高等學校，因教育总长蔡元培主张全国分四大学区，各区设立大学附设预科，故各省预科学校不再必要，浙江高等學校遂停止招生。1914年，最后一届学生毕业后，学校关停。
自求是书院关停后，蒋梦麟、邵裴子、陈大齐、郑晓沧、何炳松、汤兆丰、马叙伦、邵元冲、陈榥等一批求是书院师生积极筹备大学的建立。1947年，浙江大学纪念建校20周年暨求是书院成立50周年，校友纷纷将校史追溯到1897年成立的求是书院，史地学家、浙江大学教授张其昀明确将求是书院称为浙江大学的前身。1948年，中华民国教育部教育年鉴编辑委员会编《第二次中国教育年鉴》亦以求是书院开始介绍浙江大学。

### 浙江公立工业专门学校
1911年，浙江巡抚增韫在杭州蒲场巷报国寺已停办的铜元局旧址创立浙江中等工业学堂，1911年3月27日正式开学，但10月即因辛亥革命战事停办。1912年3月15日重新开校后，改称浙江公立中等工业学校，1913年又改称浙江省立甲种工业学校，设正科4年与一年级预科，并在马坡巷水香阁设有分校。1920年秋，因应省议会建议，升格为浙江公立工业专门学校，学制预科1年，本科3年。1923年5月，许炳堃校长赴欧美考察后更改学制，本科毕业优等的授予学士学位。1923年下半年，许炳堃病，改由徐守桢担任校长。1927年初，国民革命军占领杭州，徐守桢辞职。1927年8月，国立第三中山大学成立，为其工学院。

### 浙江公立农业专门学校
1910年，官立浙江农业教员养成所成立，以陆家鼐为首任所长，首批学生100名；最初设立于杭州马坡巷民房，后因校舍不敷用而迁移到横河桥南河下民房。1912年，因应民国元年学制改革，学校改组为公立浙江中等农业学堂，设农学科1班，学制3年。1913年4月，学校迁移至杭州笕桥，添设森林科1班。同年冬，改称浙江省立甲种农业学校。1915年，添设研究科1班，学制4年。1918年，承应省议会议决，添设兽医科。1924年秋，与建德省立甲种森林学校合并，改组为浙江公立农业专门学校，设农学、森林两科，学制3年。1925年，增设高中农科，学制5年。1927年8月，国立第三中山大学成立，为其劳农学院。

## 并入

### 教会之江大学

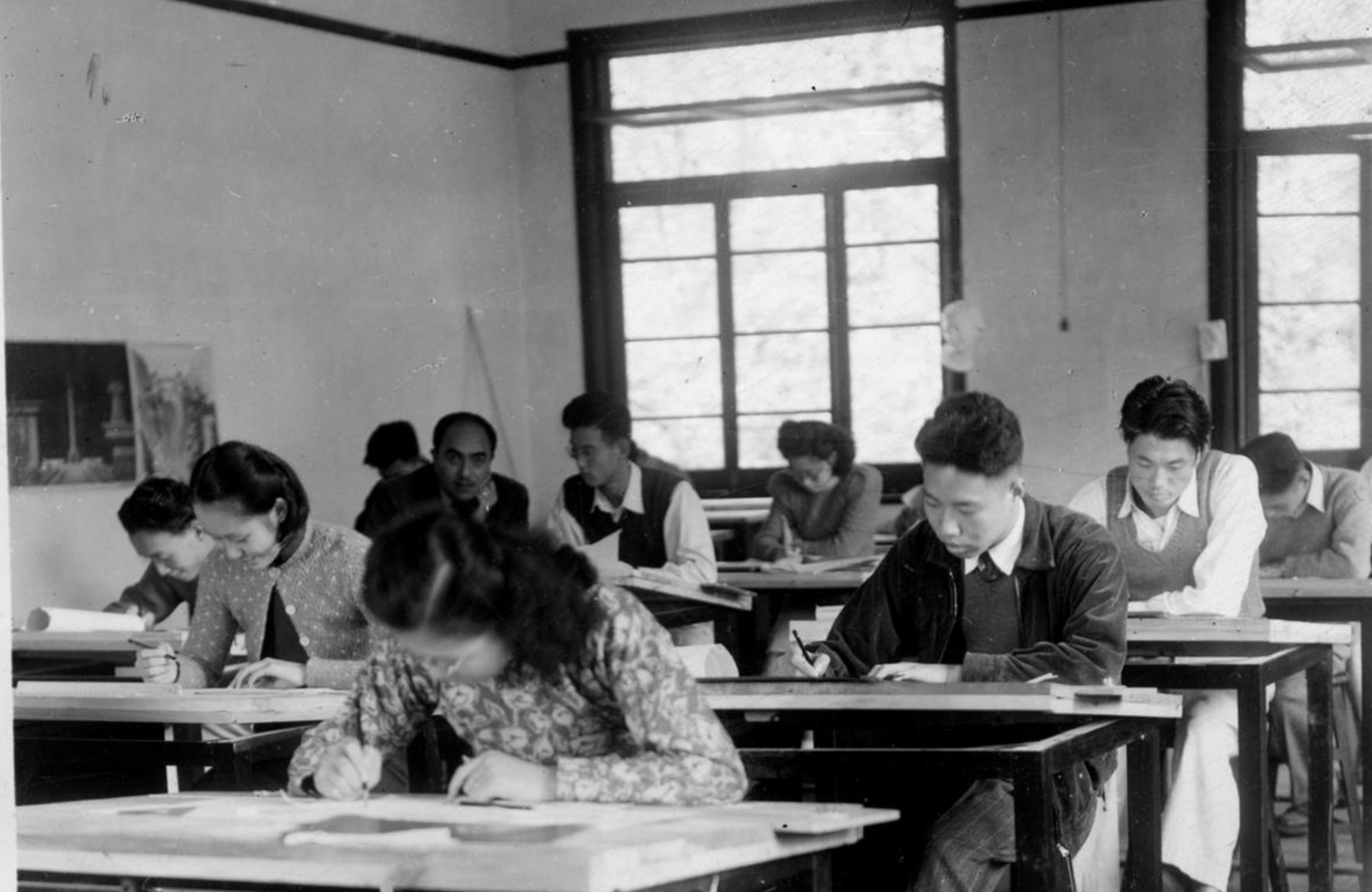
1917年之江大学建筑工程系设计课

之江大学的校史可以追溯到1844年美北长老会在宁波成立的崇信义塾，该校于1867年前往杭州，改名育英义塾，逐渐发展为之江大学。1952年院系调整中，之江大学被撤销，工学院航空工程系并入中央航空学院，其余并入浙大，文理学院部分系并入复旦大学，财经学院并入华东财经学院，建筑系部分并入南京工学院，土木建筑学科并入同济大学。其校址一开始为浙江师范学院所用，后来为中共浙江省委党校所用，1961年改为浙江大学所用，用以开设火箭力学、火箭动力学、液固体燃料、自动远动控制、核物理、放射化学等保密专业。1952年后，之江大学文理学院与浙大文理学院一同组建浙江师范学院，后来发展为杭州大学，并于1998年并入浙江大学。由于教会大学的历史敏感性，之江大学在校史中的贡献与地位长期不被承认。

### 浙江医学专门学校
浙江医学专门学校是最早的国人自办的医学高等教育，于1912年成立。抗战时内迁，1946年夏，迁回杭州，受到校友王肇康帮助，以联勤总部第二十二后方班部分房屋作校舍，即湖滨校区西南部分。1947年春，由浙江省教育厅拨款在孩儿巷设置附属医院。1947年夏，升格为浙江省立医学院。1951年，接管广济医院，作为外科教学医院，孩儿巷附属医院改为妇幼保健院。1952年2月院系调整中，浙江省立医学院与国立浙江大学医学院合并，设立浙江医学院，以原浙江大学医学院附属医院为附属第一医院。浙江医学院于1960年改为浙江医科大学，1998年并入浙江大学。

### 国立英士大学
1937年日本发动全面侵华战争后，聚集浙江几乎所有高校的杭州迅速沦陷，杭州师范、之江大学均被日军焚毁，浙江大学被用日军运走重要图书后，用煤油纵火焚毁。浙大迁往江西，之江大学和宏道女学迁往上海，省立医专迁往临海，杭州艺专和北平艺专合并，其余学校均停办。为救济战时失学青年，浙江省政府于1938年11月决议创办浙江省立战时大学，筹备会办公室位于丽水县城郊三岩寺。1939年2月，筹备会决定先办理工、农、医三学院，理工学院设丽水，农学院设松阳，临海的省立医专就地改组为医学院。5月，为纪念陈其美而改名浙江省立英士大学，于1939年10月26日正式成立授课。1942年5月，学校因浙赣战役迁往云和，后又迁往景宁，最终落脚泰顺。1943年4月，升格为国立大学，原本以原复旦大学校长吴南轩任校长，实则后以暨南大学总务长杜佐周出任。英士大学工学院划出，单独设立国立北洋工学院。1943年6月，东南联合大学法学院与艺术专修科并入英士大学。抗战胜利后，于1945年11月转入永嘉，又于1946年3月转入金华，最终以金华为校址。1949年，学校被撤销，并入浙江大学。

## 国立浙江大学时期

### 重建倡议
1921年，浙江省议会指出浙江中学生众多，升学只能去浙江私立法政专门学校、浙江公立医药专门学校二校，并没有大学，因此建议筹办杭州大学。1922年12月30日，浙江省议会选举蔡元培等十人为筹办杭州大学董事，翌年1月29日董事会成立。因当时政局动荡，正经历江浙战争，经费筹措困难，杭州大学有筹备之名却无筹备之实。到1926年7月，省长公署以多数董事任期已满而拒绝召集开会，筹备也因此无果而终。
1927年2月，北伐军攻占杭州，整顿浙江省教育事务，通过设立浙江大学研究院计划案，将前高等学堂及陆军小学堂旧址、罗苑及文澜阁旧址陆续拨为研究院用地，并召集张人杰、李石曾、蔡元培、马叙伦、邵元冲、蒋梦麟、胡适、陈世璋、邵裴子等九人组成的筹备委员会。筹备委员会因研究院规模宏大、需费浩繁而改而筹建大学。

### 1928-1929年：蒋梦麟治校

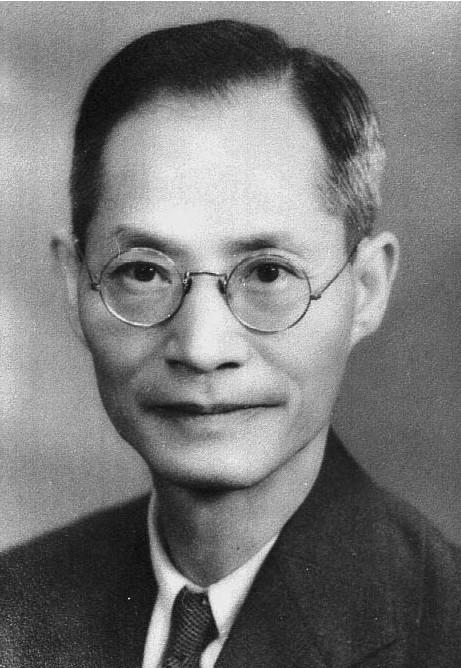
国立浙江大学首任校长蒋梦麟

因试行大学区制，大学定名为第三中山大学，在当年8月宣告成立。除却学术研究外，同时分管浙江大学区内教育行政事宜，由国民政府指派蒋梦麟作为校长。学校由浙江公立工业专门学校、浙江公立农业专门学校合并而成，并由邵裴子于第二年组建文理学院。浙江省立甲種工業學校改稱爲浙大附設高級工科中學，后改称浙大代辦高級工科職業學校；浙江省立甲種農業職業學校改为，浙大附設高級農科中學及農學院附設普通高中，后改为浙大代辦高級農業職業學校。
文理学院成立后，主要以普慈寺基础上改建的求是书院为校舍，工学院则继承位于报国寺的浙江公立工业专门学校建筑。文理学院位于校园的北侧，南面为慈湖，东面则是贴沙河；工学院则位于校园的南侧，三面环水，外围土城。1928年，在慈湖上建成求是路和求是桥，沟通两学院。学校以四月一日为校庆纪念日，盖因求是书院创设于1897年农历4月。
1928年4月，学校改名为浙江大学，称中华民国大学院浙江大学，并于7月加冠“国立”二字，称国立浙江大学。10月，国民政府成立，蒋梦麟兼任教育部长。1929年大学区制废除，浙大行政职能由省教育厅接收。废除大学区制度后，浙江省教育界存在北京大学背景之派系与浙江高等学堂之派系间的斗争，北大系占据上风；毕业于浙江高等学堂的陈布雷赴任浙江省教育厅长后，用人采用超然于学派观念之态度。

### 1929-1932年：邵裴子治校
1929年，蒋因教育部工作繁重，辞去浙大校长职务，国民政府指派副校长邵裴子接任。邵裴子在担任文理学院院长与校长期间，提出士流教育的教育目标，希望浙大学生都应有志于做“士流”，并倡导“学者办学，舆论公开”；其士流教育主张在竺可桢任内由郑晓沧重新提出，指大学应当培养具有演绎与归纳整理思想之修养、能引领社会风气的“士”。
虽名为国立大学，浙大之经费实则由浙江省财政厅就代征国税项下划拨。自1930年下半年，浙江省财政厅开始拖欠学校拨款，引发学校经费问题。1930年12月，因国民政府于1931年1月起废除厘金，浙江省财政厅以无代收国税款项为由拒绝向浙大拨发经费。浙大向财政部、教育部请示解决办法， 财政部、教育部则认定浙江省财政厅应当以新开征之营业税划拨经费，浙江省财政厅则认定营业税为地方税且不能抵消废除厘金之损失，省政府因而要求浙大经费由中央政府拨款。中央政府与浙江省政府之间的推诿造成学校难以为继，校职工于1931年3月致电蒋介石要求解决经费问题，学生也于4月14日前往省政府请愿。4月15日，蒋介石视察浙大工学院后，提出浙大经费一半由浙江省支付，一半由中央补助，但实则教育部和浙江省教育厅仍然严重拖欠经费。11月4日，农学院师生因经费问题进城面见校长，邵裴子与之商谈，遭到工学院部分学生冲撞，邵裴子随即致电教育部辞职，工学院院长李熙谋亦引咎辞职。邵裴子之辞任据说也与邵“学者办学，舆论公开”的主张以及拒绝加入国民党有关。九一八事变后，浙大学生参与组织抗日救亡运动，12月10日浙大工学院学生参与杭州市中等以上学校学生游行示威，示威学生捣毁张道藩宅邸，国民党党部即归咎于浙大工学院，并认为工学院院长李熙谋纵容学生，事后工学院院长李熙谋、农学院院长许璇、文理学院院长邵裴子一同提交辞呈，均被教育部拒绝。

### 1932-1933年：程天放治校
1932年3月，国民政府同意邵裴子辞职，指派程天放继任浙大校长。作为教育系统官僚，程天放与陈果夫、陈立夫关系密切。接任浙大校长时，正值一二八事变后全国财政壅塞，中央财政与省财政均积欠浙大经费数月，程天放联络浙江省财政厅解决经费问题无果后，又向中央政府求助，收获部分拨款。6月，浙大教授因欠薪数月召开全体会议，提出总请假一个月，校方紧急拨发一个月薪水后恢复上课。经程天放赴南京走访后，行政院院长汪精卫、教育部部长朱家骅提出7月起学校经费可以足额发放，蒋介石亦以私人名义致电浙江省政府，催其自7月起足额发放经费，未果。1932年11月，程天放再度致电蒋介石，要求由财政部完全承担浙大经费，教育部遂于12月增加拨款，但余款仍由浙江省承担。然而，1933年2月，国民政府又指派程天放担任湖北省教育厅厅长，引发学生致电政府和程本人挽留，并发表《除程天放氏外，拒绝任何人长校》之宣言。时值热河战役，浙大学生之宣言因破坏团结引起教育部之不满，程天放虽不愿意前往湖北但也决定服从大局离任。

### 1932-1933年：郭任远治校

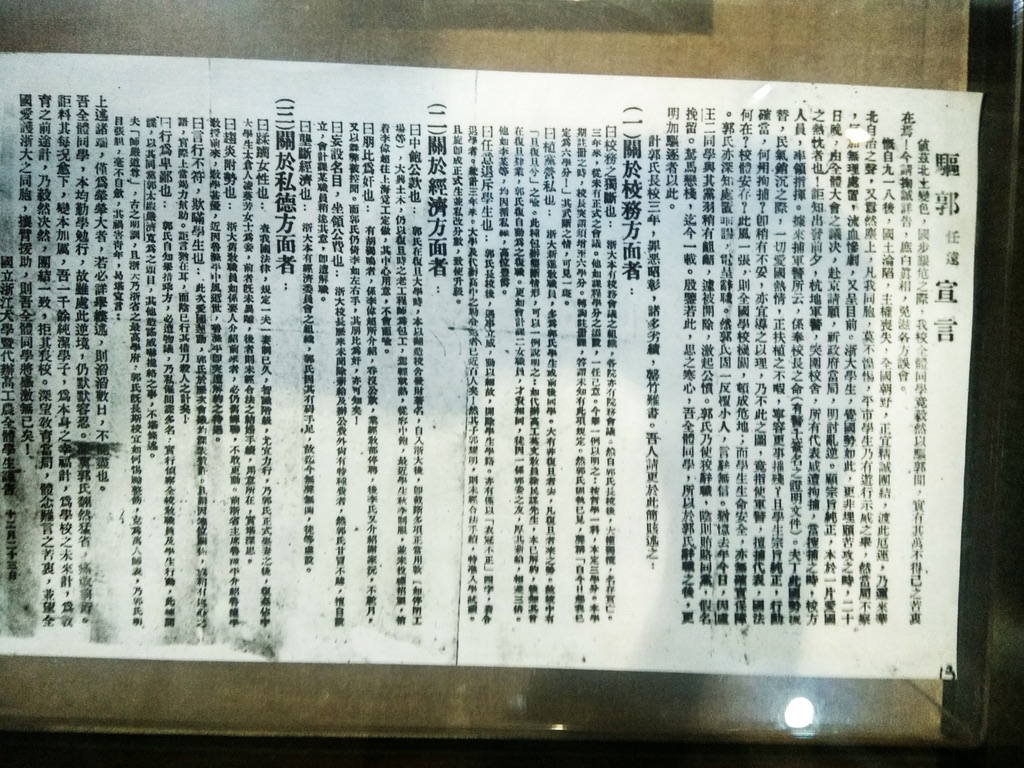
校史博物馆陈列之浙江大学学生《驱郭宣言》

与二陈CC系关系密切的余井塘首先被传为校长人选，但因学生反对，陈立夫改为提名郭任远为校长人选。1933年3月，郭任远接任浙大校长，国民党党部势力也渗入学校管理。对于经费问题，郭任远一面继续向中央政府和省政府求助，一面改革学校行政机构，削减行政费用。1933年6月，陈果夫向蒋介石提出要改组浙大农学院，许璇院长随即以“办事棘手”为由辞职，并引发农学院教授总辞职。1934年，浙大出售位于笕桥的省立蚕桑学校及浙大农学院校地予中央航空学校，在杭州太平门外华家池购地500亩，建设新校舍。1935年，学生不满学校施政，以及阻碍学生响应一二九运动，军警入校逮捕学生等事宜，引发驱郭运动，最终郭任远离任。

### 1933-1949年：竺可桢治校

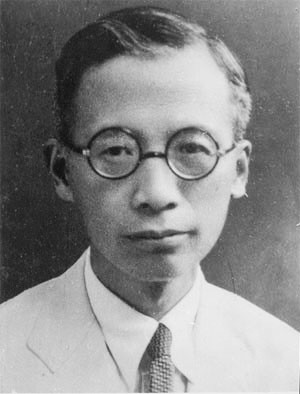
竺可桢于1936年到1949年期间担任国立浙江大学校长

郭任远离任后，竺可桢为各方所看好之校长人选，浙大教务长郑晓沧，陈布雷胞弟陈训慈，蒋介石近臣翁文灏、陈布雷均进言推荐。然而，浙大自成立以来，多受蒋介石照顾，国民党党部的影响颇为强势，程天放、郭任远等校长之任命去留多受CC系之掌控。但1936年2月，竺可桢访问妻姐夫邵元冲得知执掌CC系的二陈正不受蒋介石信任，在日记中写道“此时余若不为浙大，谋明哲保身主义，则浙大又必陷于党部之手”。竺可桢遂向蒋介石文胆陈布雷以“财源须源源接济；用人校长有全权，不受政党之干涉；而时间则以半年为限”为条件接任浙大校长。
竺可桢任上，浙大经费问题因蒋介石等浙江籍官员多受关照。1936年10月，蒋介石受到竺可桢邀请到浙大视察，竺可桢借机提出建设新校舍，获得蒋介石附和。蒋介石视察后，竺可桢又作《半年来浙大之改进》之报告，托陈布雷转交蒋介石。11月初，蒋介石针对报告回复竺可桢，随后军械局土地由行政院划拨浙大，竺可桢指“卅年以来火药库与大学毗邻，人心不遑宁处，今一旦解决为之大快，而浙大百年大计亦于此决定，以现有二百亩之地基办一大学亦绰绰有余矣，何必再移城外华家池哉”。1937年初，浙大又提出建设计划，申请增加临时费，虽获得蒋介石同意，但实则教育部下年度预算已经到终审，无法再修改。
1936年，竺可桢邀请梅光迪出任文理学院副院长兼外国文学系主任，随后张荫麟、郭斌和等一大批学衡派学者来到浙大任职。因竺可桢引入大量东南大学旧人之举被指植党行私，校内一度成立“浙江大学驱竺团”抗衡，苏步青、陈建功等老教授也据此不看好竺可桢，直到抗战全面爆发后才有改观。由于学衡派学者和中国科学社重要成员的云集，浙大逐渐成为文化和科学学术的重镇。
卢沟桥事变后，抗日战争全面爆发。1937年9月入学的新生，迁往西天目山禅源寺，并引入导师制。1937年11月，浙大杭州本部迁往建德梅城，并协同浙江图书馆将文澜阁《四库全书》一同迁移。浙大代辦高級工科職業學校、浙大代辦高級農業職業學校均因西迁而停办。1937年底，杭州沦陷，浙大离开建德，经金华、玉山、樟树，迁往江西吉安、泰和。与此同时，浙江大學李絜非會同浙江省圖書館的夏朴山负责将文澜阁《四库全书》转运至贵阳。日军在1938年7月占领江西九江，浙大再度迁往广西宜山，1938年8月增设师范学院，1939年2月校舍遭到日军轰炸，1939年夏将文理学院拆分为文学院和理学院。1939年7月，浙大在丽水龙泉芳野曾家大屋开办分校，服务由于经济与交通问题无法前往内地升学的同学。1939年11月，随着广西南宁陷落，浙大迁往贵州，总部设在遵义子弹库，并在湄潭设立分部。在遵義的又校本部、文學院、工學院，在湄潭的则有理學院、農學院，師範學院则在两地均有部分。1944年10月，英国学者李约瑟访问位于贵州的浙大，并在《自然》上发文将浙大称为中国最好的四所大学之一，并赞誉为“东方剑桥”。

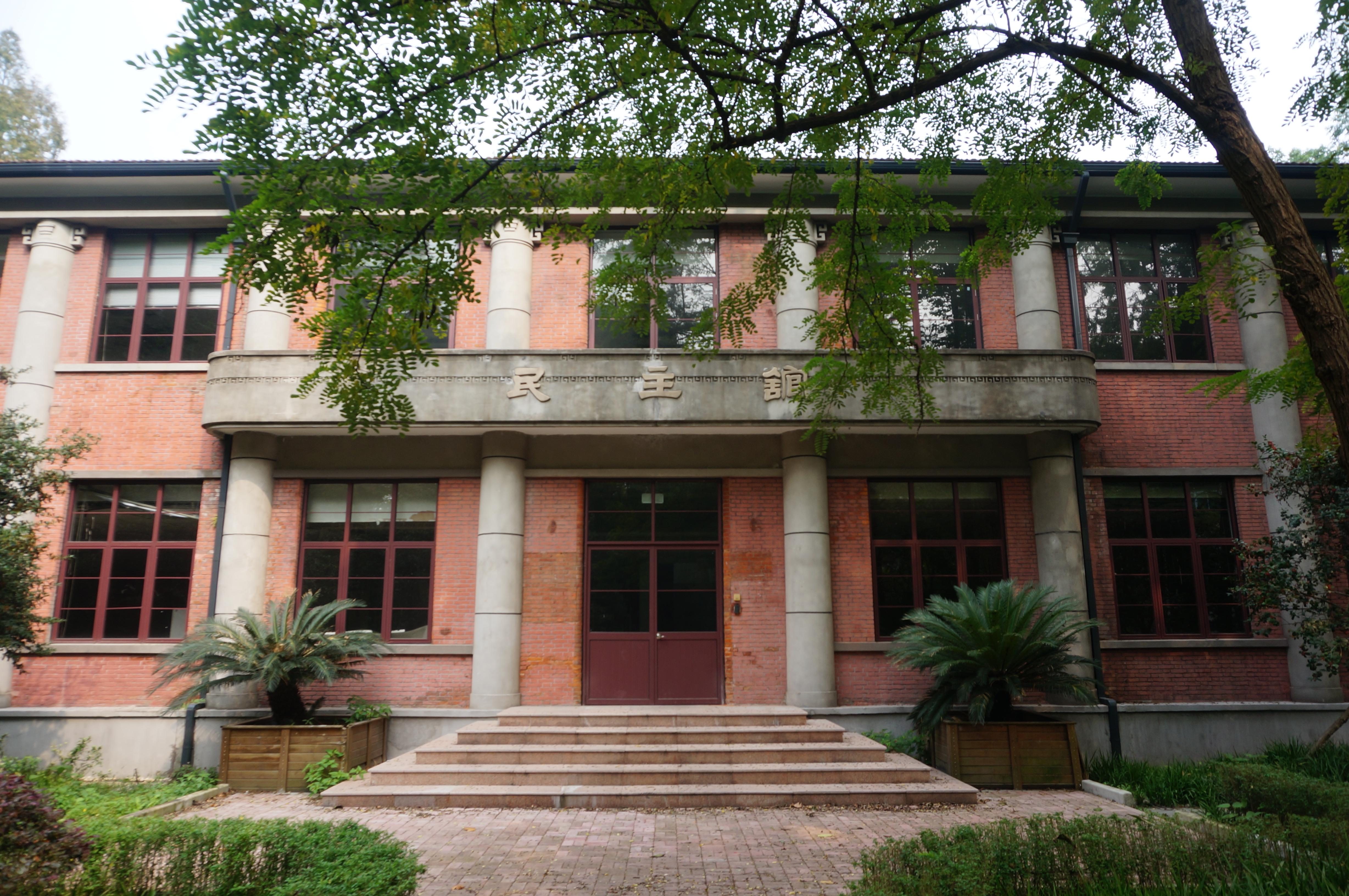
华家池校区内的民主馆等建筑建于20世纪50年代，是国立浙江大学农学院时期的建筑留存，已经列为省级文物保护单位

1945年10月，龙泉分校师生率先启程回杭，11月在杭复课。遵义总校则在1946年5月7日动身回杭，改遵义校址为留守处。由遵义往杭州，经贵阳、玉屏出贵州，后经停长沙领取联合国善后救济总署之难民证，得享基本食宿与免费车船搭乘之待遇。

迁回杭州后，日军损毁的农学院院舍得以重建，大學路校本部新建梨洲館、舜水館，原先的校本部大楼改称陽明館，以分别纪念黃梨洲、朱舜水、王陽明三人。农学院则在华家池新建神农馆、后稷馆、嫘祖馆等建筑，以纪念神农教民耕作、后稷教民稼穑、嫘祖教民育蚕的神话传说。学校还在刀茅巷建设建德村、泰和村等教职员住宅群，并将刀茅巷口铁工厂一侧的九间改名芳野村，将上刀茅巷一个园子改称龙泉馆，以纪念浙大西迁的历史。此外，学校还为附属中学购买了吴牙巷地块。浙大圖書館馆藏亦有充实，吳興劉氏嘉業堂藏書、瑞安孫氏玉海樓的藏書归入。

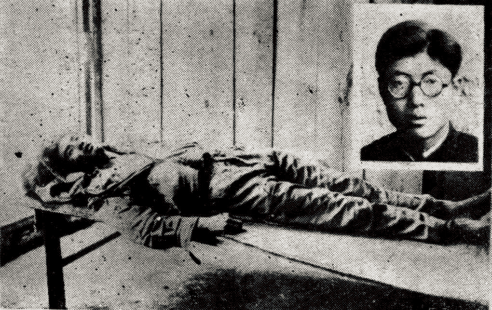
1947年于子三在浙江保安司令部看守所的遗体

1947年10月26日凌晨，浙大学生于子三被中统秘密逮捕，后在狱中死亡，引发学生罢课与游行示威。于子三当时是农学院三年级学生、浙大学生自治会会长，竺可桢获保证于子三将移交法院，因而亲自前往探访，却被告知于子三以碎玻璃“畏罪自杀”；校长竺可桢拒确认死因，随后浙大公开于子三事件经过，引发全国学潮。11月20日，法院仍判处其他三名学生各7年徒刑。在法院宣判被审学生有罪后，浙大等校学生继续抗议性罢课。竺可桢中间派的态度为学生们所不齿，引发拒竺情绪。
1949年4月，解放军攻克南京，竺可桢接获电报：“俞市长烦速转浙大竺校长，望早莅沪。教授愿离校者到沪后可设法。晓峰已到”，但竺可桢拒绝离开大陆，于4月29日起蛰居上海的中央研究院，校内至四月底实为学生自由行动之无政府状态。5月3日，中共占领杭州，竺可桢获邀请回浙大继续担任校长，但竺可桢于6月2日写信给同事学生，指自己不会返校。竺可桢在上海期间，受到上海浙大校友会于7月举办年会欢迎，后又有北京两百余名浙大校友在中山公园集会，请求竺可桢回浙大担任校长。然而，竺可桢返校的主张却遭到了中共控制的浙大学生自治会的集體抗議，竺可桢也于10月转任中科院副院长。

## 改造与重组

### 军事接管
1949年6月6日，中共军事接管浙大，接管小组成员有教授严仁赓、孟宪承、陈立、范绪箕、张君川、黄焕焜，中共地下党员刘潇然、许良英，以及学生自治会主席包洪枢九人。接管小组宣布停止中国国民党、三民主义青年团活动，查封张其昀之文稿、书籍及全部财产，撤销师范学院，停办法学院、历史系、哲学系并遣散谭其骧在内的师生，只剩下12人马列主义经典著作和毛泽东著作学习班。不同于北大、清华、南开之接管，浙大之接管中，左派学生以过去恩怨报复教授，致储润科、朱正元、胡刚复、郦承铨、王焕镳、谢家玉、赵松乔、竺士楷等六十余名教授员工被停聘。

### 思想改造

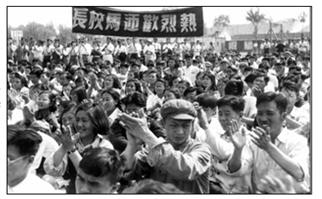
1951年，马寅初由浙江大学校长转任北京大学校长，受到北京大学同学的欢迎

1949年8月，马寅初接任浙大校长。9月，马寅初倡议设立政治课委员会，邀请沙文汉、林乎加、商景才等中共浙江省委负责人来浙大讲课，并派遣浙大职员前往华东人民革命大学政治研究院学习马克思主义和新民主主义政策。11月，浙大学生服务部开设夜校。1950年，引入校代表大会制度，要求全校师生“人人提提案，个个想办法”。
1951年，马寅初调任北京大学校长，浙大校长职位空缺。马寅初在北大任内发起教员思想政治学习运动，后演变为思想改造运动与三反五反运动，波及浙大。三反五反运动中，苏步青、蔡邦华、谈家桢、邵均、路嘉冰、李寿恒等浙大教师遭受冲击；束星北因愤慨苏步青被无端审查，殴打运动核心小组主任，后因“殴打革命干部，抗拒运动”而被斗争批判。

### 拆分重组
1950年10月，国立浙江大学附属中学改归浙江省文教厅领导，并于1951年8月1日与美北浸礼会蕙兰中学合并，成立杭州第二中学。1950年底，奉教育部命令，删除校名中“国立”二字。1951年，浙江省人民政府决定由浙大与省文教厅创办浙江师范专科学校。1952年，院系调整开始，仿效苏联模式，浙大只保留工学院电机、化工、土木、机械四系，之江大学相关工科专业并入浙大，仍在大学路与华家池办学。经竺可桢安排，王淦昌、贝时璋、王葆仁、沈善炯、许良英等一批浙大理学院教师被调入中科院。浙江大学医学院与浙江省立医学院合并，组建浙江医学院，校址位于小车桥省立医学院校址，以浙大附属医院为第一附属医院，原英国海外传道会广济医院为第二附属医院。农学院单独建校，成立浙江农学院，校址位于华家池原址。以浙大与之江大学的中国文学、外国文学、教育学三系，加浙江师范专科学校，接收之江大学校产，成立浙江师范学院，校址位于原之江大学校园。

## 社会主义建设时期

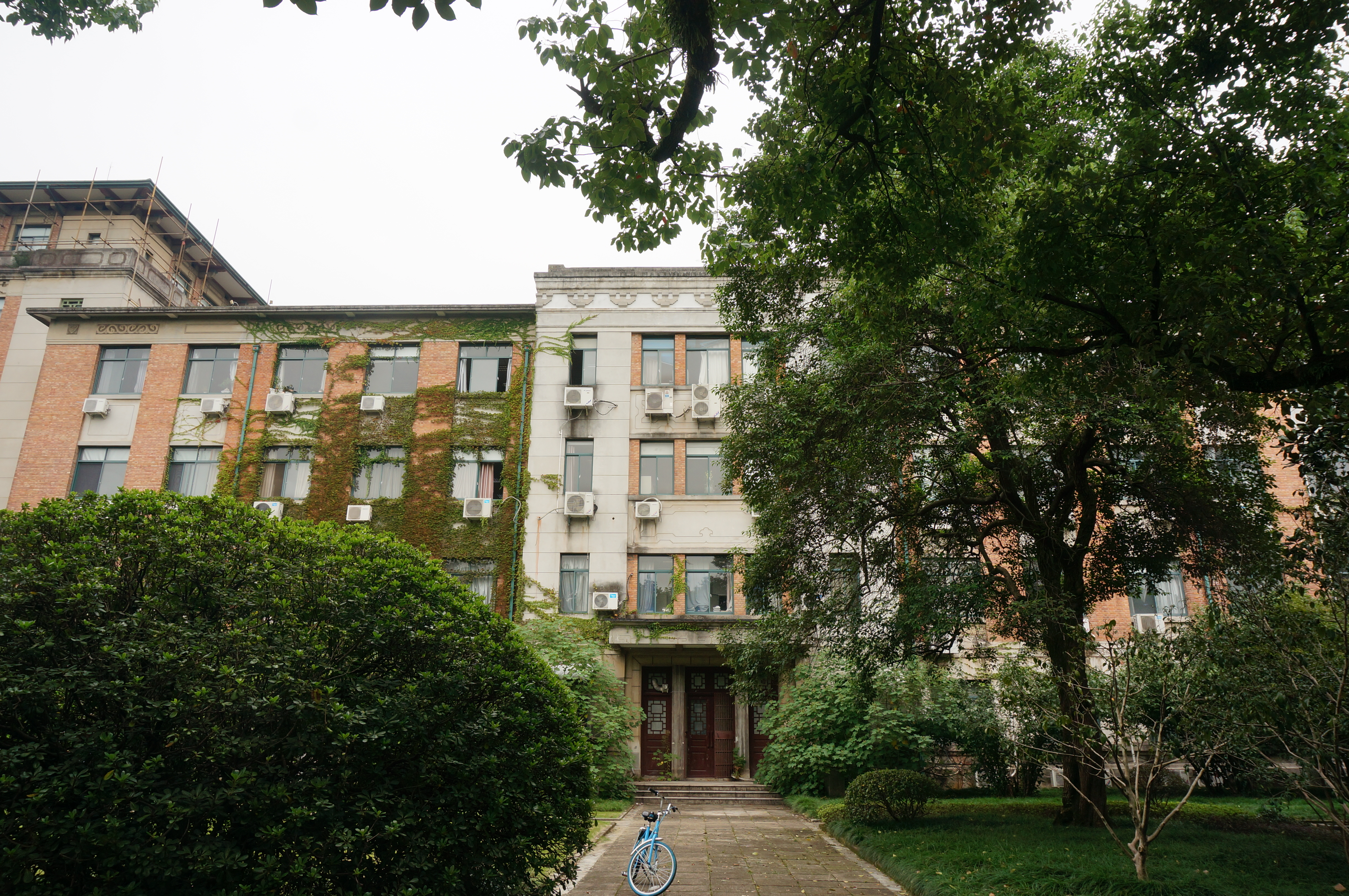
图为玉泉校区第三教学楼。玉泉校区第一至第六教学楼是中华人民共和国成立初期建筑，建筑风格上传统式的宫殿大屋顶和西式房屋主体相结合，四角有江南民族形式的飞檐翘角，细节装饰多采用中式。该批次建筑列为省级文物保护单位

1954年，浙大动身迁校，选址于杭州市第一公墓。1956年迁入称玉泉校区。大学路校区则转给省中医进修学校使用，2000年后成为居民区，原校园建筑所剩无几。1955年钱学森来杭时，负责浙大的刘丹主动探讨恢复理科教学工作；1957年，在刘丹书记推动下，浙大重新筹建理科系。1958年，杭州工学院撤销，并归浙大，其校区作为文二街二分部进行新生教育。1961年，浙江大学接管原之江大学校址，作为六和塔三分部，用以开设火箭力学、火箭动力学、液固体燃料、自动远动控制、核物理、放射化学等保密专业。1963年，浙江大学被添列为全国重点大学。

## 文化大革命时期

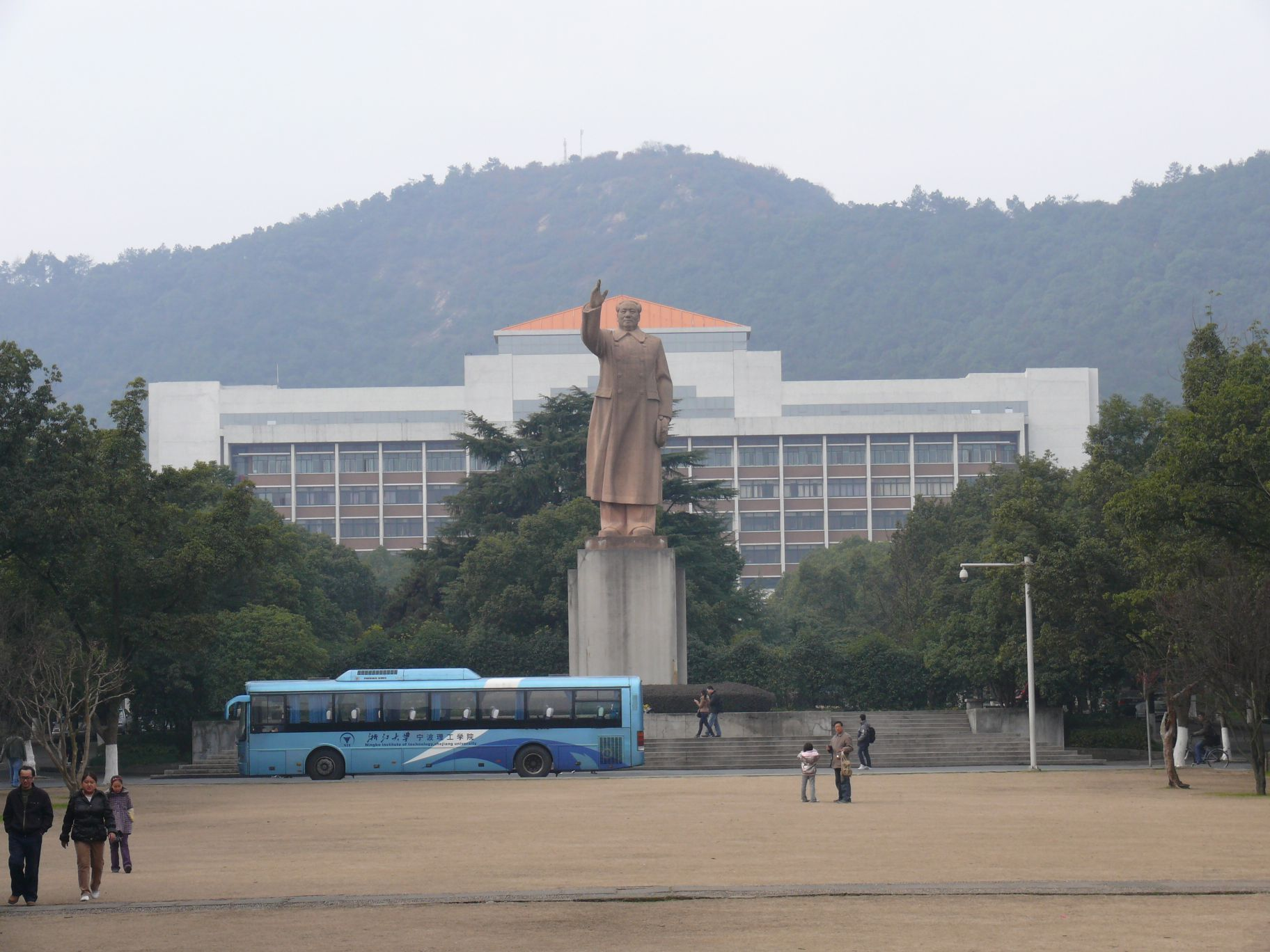
玉泉校区的毛泽东像落成于1969年10月1日，由雕塑家、中国美术学院教授叶庆文在文革期间设计制造

## 改革开放时期

### 高教改革
1978年3月，中共中央、国务院在北京召开了全国科学大会，对科技工作进行拨乱反正。为吸收、培养新的人才，中科院谋划改建一批工科院校。1978年8月，中国科学院接管浙江大学和哈尔滨科学技术大学，随后又在1978年底接收了成都科学技术大学；三所学校中，中科院在浙大建设投入最多。1978年12月，时任中科院副院长钱三强兼任浙江大学校长，开始对学校系科设置进行改造，并试点学分制改革，扩大选修课比例，开展外语、计算机基本知识等教学和训练。此外，中科院根据与与德国洪堡基金会的协议，遴选浙大教师赴德国访学，其中就有当时机械工程系青年讲师路甬祥。
1981年，浙大改归国家教育委员会领导。1982年起，以机械系机制专业1982级作为改革试点，加强和改进基础理论教学，减少讲课课时，增加自学与工程训练的环节。
1983年5月在武汉召开的教育部全国高等教育工作会议后，南京大学名誉校长匡亚明和浙江大学名誉校长刘丹、天津大学名誉校长李曙森、大连工学院名誉院长屈伯川共同起草了《关于将50所左右高等学校列为国家重大建设项目的建议》，这一建议得到邓小平的采纳。然而，首批重点建设高校被选定为北京大学、清华大学、复旦大学、上海交通大学、西安交通大学五校，并没有浙大。高校建设项目后逐步发展为1990年代的211工程。
1984年，浙江大学调研世界一流大学人才培养方案后，以“工科人才，理科培养”为原则成立混合班，即在不同专业的新生中选拔5%优秀工科学生约120人，混合培养，集中住宿管理，每届经过竞争淘汰1/3以上。学校在教务处设立了教学二科专门管理混合班，并于1993年扩大混合班规模至150人。浙大以混合班为试点，改革工程教育，在1994年近一步推广形成工程教育高级班，每年从理工科专业的一年级学生中选拔60余人，学习专业课程之外提供工程实践的机会。1995年秋，学校进行了全校范围内的教育思想大讨论，最终决定进一步加强主辅修制度以及课程体系模块化建设，以实现宽基础、专业培养、学科交叉三个阶段依次实施的人才培养。1991年，诺贝尔物理学奖得主李政道在浙江大学创建了浙江近代物理中心并担任主任。

### 学生运动
1979年到1989年期间，学潮在中国各地涌现，杭州的十多所高校也都有所参与。1985年3月，许良英和方励之在浙江大学召开爱因斯坦研究讨论会，期间方励之谈论在中科大的民主改革经历，其演讲文字稿广为流传，许良英称这是方励之“于1980年代对社会产生巨大冲击的开始”。1989年，浙大、杭大等校学生在武林广场举行示威，声援北京的抗议活动。六四清场后，抗议学生到南星桥火车站卧轨三日，阻断至少60列客车与166列火车，直至浙江省副省长柴松岳到场安抚平息。

### 社会捐助

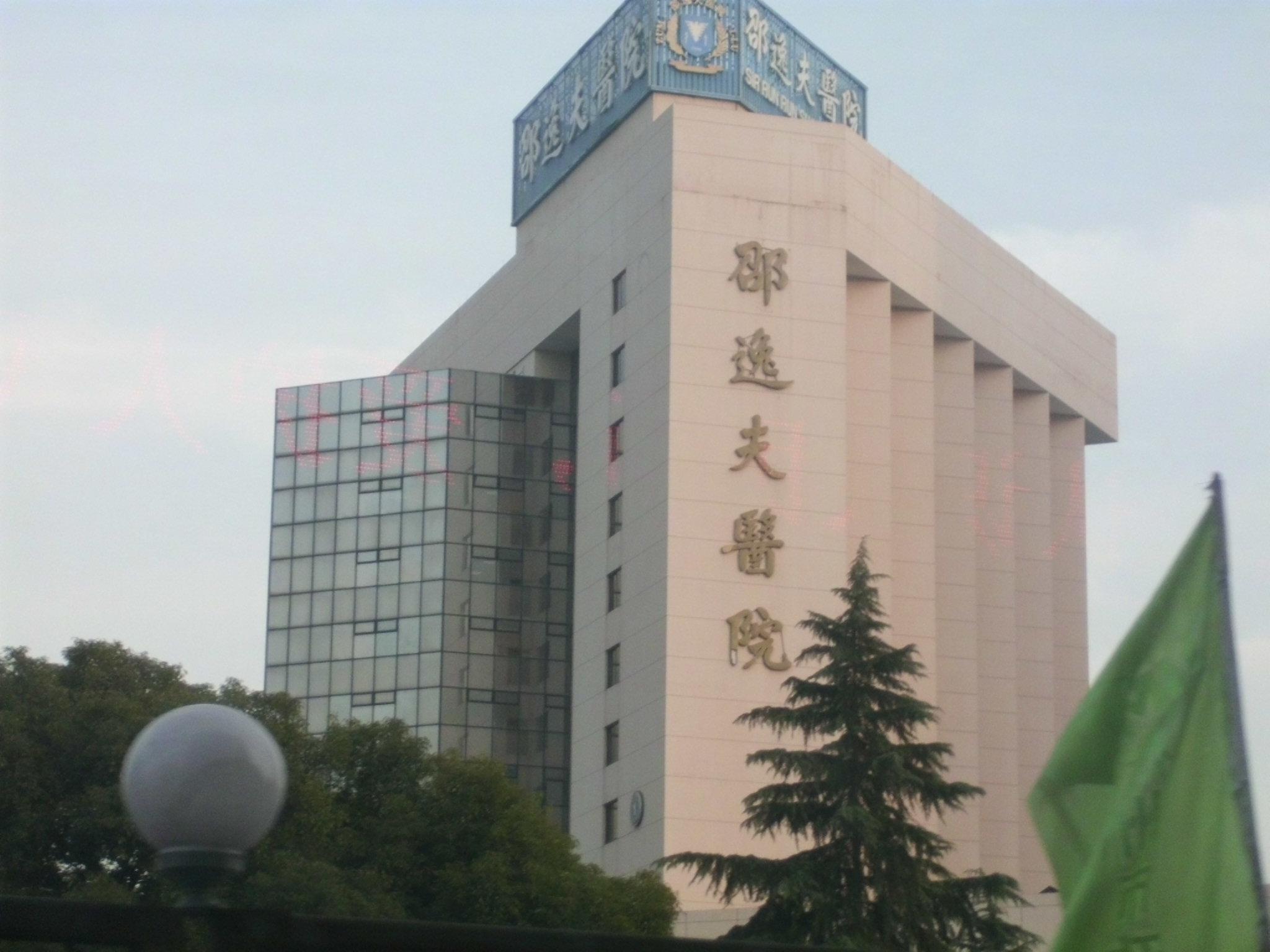
1994年落成的浙江医科大学附属邵逸夫医院是邵逸夫在中国内地金额最大的捐助项目

1985年，浙江大学用邵逸夫的捐款，在玉泉校区新建邵逸夫科学馆，是为邵逸夫在中国内地捐款事业之始。自1985年以来，邵逸夫在浙江大学捐助有邵逸夫科学馆、逸夫工商管理楼、邵逸夫体育馆，在杭州大学捐助有逸夫科教馆，在浙江农业大学捐助有逸夫体育馆。1985年以来，邵逸夫共向浙江大学捐赠7个批次8个项目，遍布多个校区，总额达3.1亿港元及400万美元。1989年，香港电影大亨邵逸夫捐款1亿元人民币在浙江省新建现代化医院。当时，邵逸夫医院隶属于浙江医科大学，由美国罗马琳达大学提供培训支持。自创设以来一直是中国顶尖医院之一。邵逸夫医院是邵逸夫捐赠的唯一一家公立医院，也是其在中国内地金额最大的捐助项目。
1994年，香港商人查济民为浙江大学捐资2000万美元设立求是科技基金会。

### 四校合并
1963年，竺可桢以人大委员身份访问浙江时就向中共浙江省委提出，浙大应该和杭大合并，1970年又向周建人省长提议二校合并。1979年，原浙大党委书记、名誉校长刘丹赴美交流后，提出老浙大分离出去的学校要联合起来，以适应国际上大学向综合性发展的趋势；1989年，临终前的刘丹还以此为遗愿向前来探望的路甬祥嘱托。此外，浙江医科大学校长郑树、浙江农业大学校长朱祖祥、杭州大学校长陈立都在不同场合表态呼吁四校合并。
1996年初，原浙江农业大学校长朱祖样和原浙大的王启东数授在全国人大八届四次会议上向参与浙江组讨论的国务院副总理李岚清提出四校合并的愿望。李岚清重视这一提议，多次向国家教委、浙江省领导了解相关情况。1997年初，苏步青、王淦昌、谈家祯、贝时璋以浙大校友名义致信中共中央总书记江泽民，建议实施四校合并。1998年3月23日，在国家教委和国家计划委员会多次来杭州调研后，国务院正式批复同意四校合并，筹备工作于4月30日启动。4月27日，张浚生由新华社香港分社副社长卸任，担任四校合并筹备组组长；张浚生自1954年到1983年一直在浙大，从学生一直当到校党委副书记。
1998年9月15日，浙江大学、杭州大学、浙江农业大学、浙江医科大学四校合并，所成立的新浙江大学将是中国规模最大、学科门类最齐全的综合性大学，拥有除军事学之外的全部学科门类。按照合并计划，新组建的浙大为教育部直属高校，教育部和浙江省共建共管，日常工作以浙江省为主管理，重大事项以教育部为主。新浙大拥有玉泉、西溪、华家池、湖滨、之江5个校区，有全日制在校学生3万人，全校教职工1万余人。

## 四校合并后

### 校区整并

#### 新建紫金港校区
1998年四校合并后，浙大于1999年起谋求新校区，一开始因当地政府积极争取选址在富阳富春江畔。后杭州市政府找到浙大，愿意在城西给浙大3100亩地，后来追加5000亩，同时愿意撤出原先经过地块的高压线，以及省政府宿舍区，最终获得教育部支持。
2000年10月，紫金港校区东区建设工程批准立项，11月规划设计全球招标，12月批准征地。2001年9月开工，10月开始打桩，12月主体工程开工，2002年10月一期工程竣工，一、二年级本科生共1.3万人入住。浙江大学紫金港校区位于杭州市西湖区塘北地块，距离市中心武林广场约9公里，南临余杭塘河, 北靠留祥路，西面为规划中的光明路和紫金港路。占地总面积为3200亩（213.3公顷），水面面积接近总用地的五分之一，规划建筑总面积107万平方米，预算投资30亿元人民币。

#### 出售湖滨校区
2002年，杭州市区内部分院校以文一路校园置换下沙高教园区土地，张浚生拒绝杭州市政府置换请求。2004年12月31日，杭州市委和学校联合举行会议，时任校党委书记张浚生指出玉泉、华家池和之江校区均不会转让。2005年，浙大湖滨校区被以24.6亿元转让给香港嘉里建设，成为当年杭州最贵的地皮。随后，校区内22层、高67米、号称“西湖第一高楼”的3号实验楼被爆破拆除，距当初落成仅13年。当时，浙江大学公共管理学院教授范柏乃评价道：“我们有5000年的历史，却少有50年的建筑。”紫金港一期工程中，浙大投入21-22亿元，其中银行借贷12-13亿元。湖滨校区地皮转让所得中，浙大分得17.6亿元，使得学校足以摆脱建设紫金港校区的还贷压力。

#### 出售华家池校区部分地块
2011年，浙大华家池校区内240亩土地以凯旋单元名义出售，总价136.7亿元。根据学校规划，华家池校区成为浙大继续教育学院本部，原有农学院等院系搬家后，北部240亩土地将予以出让。而根据市政府2007年4月的政府规划文件，华家池校区将会保留华家池以及历史建筑，形成城市公园。卖地计划遭到浙大原党委书记张浚生等人的反对。

#### 新建舟山校区
2009年，浙江大学与舟山市政府合作共建“海上浙江”示范基地，成立浙江大学海洋系。2012年6月10日，浙江大学与舟山市政府筹建海洋学院，随后开始建设舟山校区。2013年，海洋学院正式成立，并于2015年9月迁往舟山校区。首批学生于2015年9月入学，预计到2025年将会有4000名学生。浙江大学海洋学院是浙江大学首个不在杭州的学院，提供本科和研究生教育，本科一二年级新生将在紫金港校区接受教育，到大三大四转到舟山校区。

#### 新建海宁校区

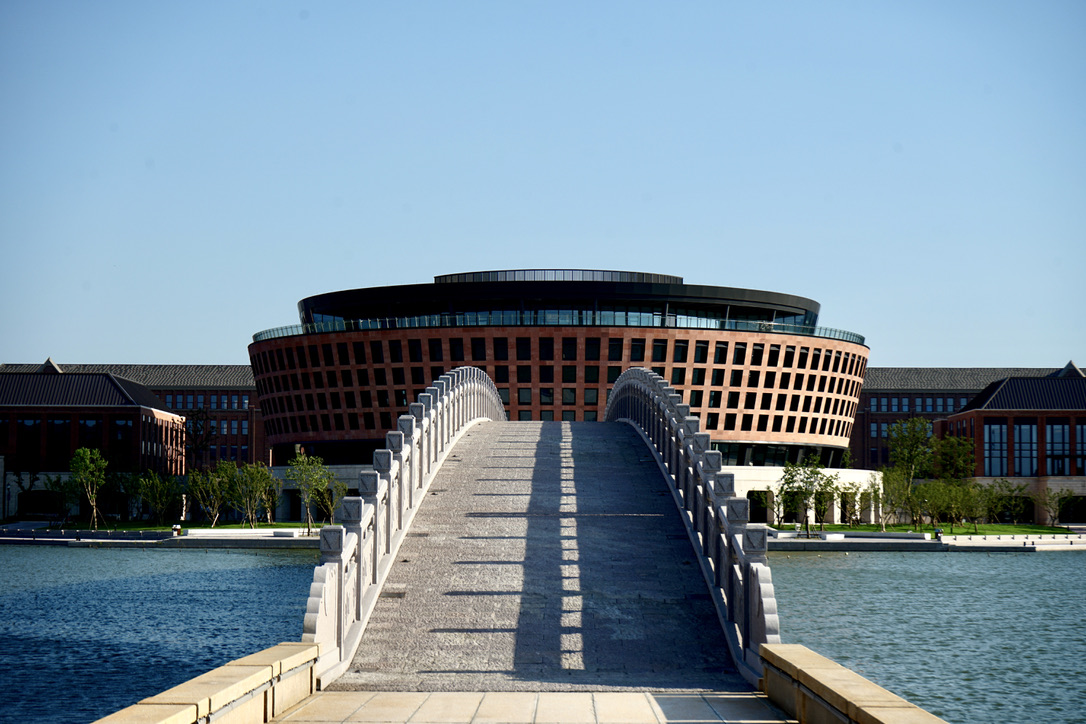
海宁国际校区求是大讲堂

2013年，浙江大学和海宁市政府合作设立海宁校区，该提议同年获得浙江省政府、教育部批复同意。首批学生2016年入住。2019年，校区被纳入《长江三角洲区域一体化发展规划纲要》，成为国家计划的一部分。科技部和教育部共同在校区设立浙江浙大国际联合创新中心。2021年，杭海城际铁路浙大国际校区站投入运营。目前，校区设有浙江大学-帝国理工学院应用数据科学联合实验室、浙江大学爱丁堡大学联合学院、浙江大学伊利诺伊大学厄巴纳香槟校区联合学院等中外合作办学机构。对于中国大陆学生，国际校区招生计划纳入浙江大学统一招生。

#### 改建宁波校区
2019年起，独立学院拆分自其所属高校。浙江大学宁波理工学院改制为浙大宁波理工学院，为省属高校，继续与浙江大学、宁波市政府保持合作。2016年10月，浙江大学工程师学院在宁波招生。自此，浙江大学扩大与宁波市政府合作，新建宁波研究所、国际设计学院、工程师学院宁波分院、浙江大学国际设计研究院，还将软件学院迁移至宁波，并继续加强与浙大宁波理工学院的学术合作。

### 社会互动

#### 校办企业
2005年，浙江大学设立了国有独资性质的浙江大学投资控股集团，随后改名为浙江大学圆正控股集团，以创新技术研究院公司、科技创业投资公司、科技园公司、后勤集团、圆正旅业集团、新宇集团、城乡规划设计院公司等企业为核心资产，为学校提供科技产业和后勤服务保障。截至到2023年，旗下已经有浙大网新、众合机电、浙大兰德等参股的上市公司。

#### 附设独立学院
1999年7月，教育部和浙江省人民政府批准设立浙江大学城市学院。浙江大学城市学院是中国首家由国家重点大学创办的民办独立学院，由浙江大学、杭州市人民政府合作办学的全日制本科普通高校，本科毕业生达到学校毕业要求后可获得浙江大学学士学位，从2012届本科毕业生开始将由学院独立授予学位。2001年，浙江大学在宁波设立宁波理工学院，作为附属独立学院。2010年，因债务压力一度传出浙江大学城市学院将会出售校园内土地，时任浙江大学校长杨卫否认。2019年，浙江大学宁波理工学院改制为浙大宁波理工学院。2020年1月7日，浙江大学城市学院改制为浙大城市学院。

#### 校友创业
随着中国经济改革的进行，浙江大学以及浙江逐步成为创新创业的枢纽。2014年，教育部公布2013年应届生创业情况数据显示，浙江大学本科生创业率最高，达到4.16%。根据浙大发布的《浙江大学创新创业生态蓝皮书》，浙大背景的上市公司达393家，现任上市公司创始人、董事长、CEO、总经理级别的浙大毕业生有402人，其总市值超6.5万亿，71%浙大毕业的上榜企业家将企业总部设立在浙江。

#### 社会捐助
浙大校友与浙江籍商人以捐助形式回馈学校。2000年，校友刘奎斗以匿名方式捐资建设的竺可桢国际教育大楼暨竺可桢纪念馆落成。同年，香港纺织企业家曹光彪捐资建设的曹光彪高科技大楼在玉泉校区落成，是玉泉校区单体最大的建筑和标志性建筑。2001年，邵逸夫捐资建设的邵逸夫艺术楼在西溪校区落成。2005年，香港实业家、中华厂商联合会名誉会长周亦卿捐资建设的周亦卿科技大楼易在玉泉校区落成。2013年，邵逸夫又捐款2亿港元，支持邵逸夫医学研究中心和邵逸夫医疗中心的建设。2006年9月，段永平与丁磊联袂向浙江大学捐赠4000万美元，创下当时中国高校最大单笔捐赠纪录。2017年，浙大校友创建的上海遂真投資管理有限公司向浙江大学捐款11億元人民幣，成為國內高校獲贈的最大單筆捐款。2017年，浙江马云公益基金会、阿里巴巴17位创始人及合伙人、阿里巴巴（中国）有限公司向浙大捐款5.6亿元人民币，以成立浙江大学医学院附属第一医院发展基金。2022年，段永平再度捐出1.7亿元人民币，以支持紫金港校区西区公共教学楼宇的建设。

### 学术发展

#### 教学改革
1999年，在潘云鹤院士的积极倡导下，创建了创新与创业管理强化班。2000年在，在混合班和强化班的基础上，成立竺可桢学院。

#### 校内机构

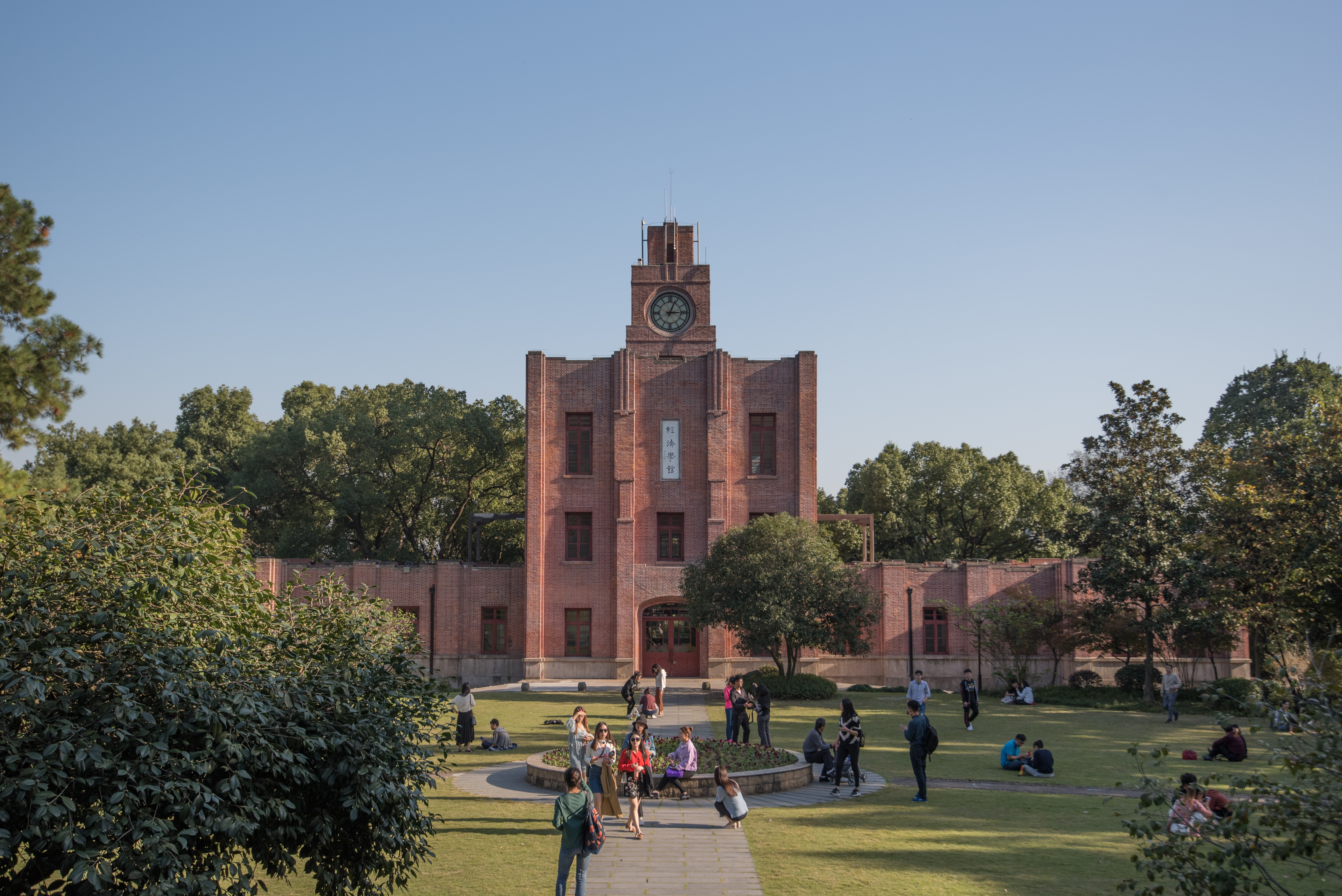
2014年，浙大人文高等研究院设立于之江校区经济学馆内

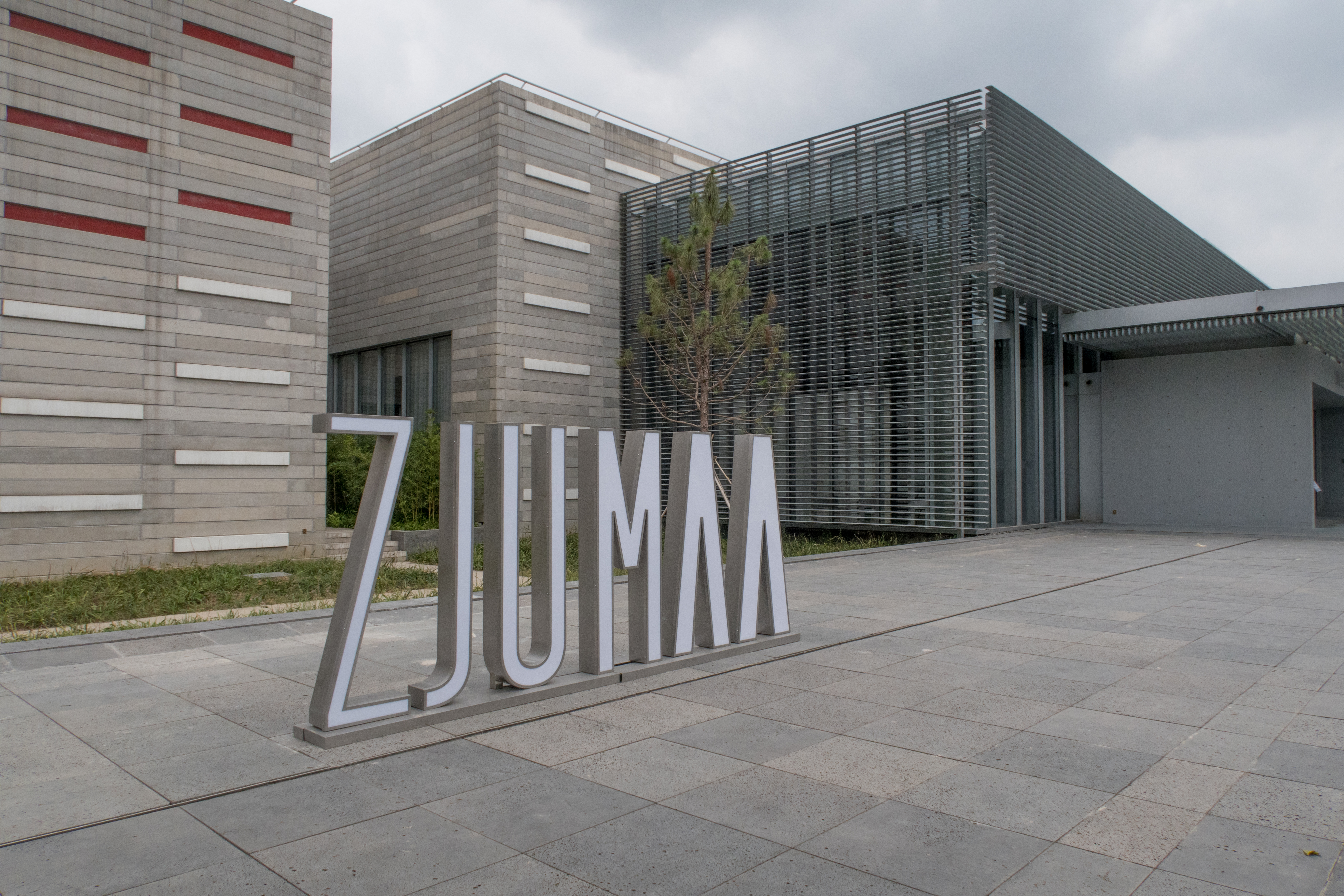
2019年，浙江大学艺术与考古博物馆设立于紫金港校区内

- 1998年四校合并后，贺贤土院士任理学院院长和浙江近代物理中心副主任。2022年3月11日，浙江大学成立物理学院，林海青院士任院长。[62]
- 1999年5月，武侠小说作家金庸出任浙江大学人文学院首任院长，并作为历史系博士生导师招收研究生。然而，作为导师的金庸极少过问学生们的学业，引发学生反抗金庸的教育方式，其博士生导师资格还遭到浙大教师的抵制；[112]2004年12月21日，金庸提出从浙大辞职，引发舆论争议。[113]2007年，金庸就辞职与校方达成共识，转任浙江大学人文学院名誉院长。[114]2022年12月，人文学院拆分为文学院、历史学院和哲学院。[115]
- 1999年7月，浙江大学任命孙笑侠筹建浙江大学新法学院。[116]2006年9月，光华教育基金会捐资一亿元人民币，成立光华法学院，[117]延请王泽鉴、安守廉、刘铁铮、吴志攀、孙笑侠、陈长文、季卫东、张文显、胡建淼、罗卫东等法学家作为教授委员会成员，陈长文担任委员会主席。[117]
- 2002年8月，浙江大学成立以丘成桐为主任，谷超豪、王元、杨乐、石钟慈、刘克峰、林芳华、励建书、李骏等数学家参与的数学研究中心。[118]2017年12月17日，浙大成立数学高等研究院，以励建书院士为院长，[119]旨在振兴浙大数学学科。[120]
- 2003年10月，浙江大学和杭州华大基因研发中心在之江校区成立浙江大学沃森基因组科学研究院。[121]
- 2006年10月，查济民和刘璧如夫妇在浙大推动设立浙江大学求是高等研究院，由朱经武、简悦威、周尚林轮值求是高等研究院主席。[122]2015年1月，前港大校长徐立之担任浙江大学求是高等研究院院长。[123]
- 2014年，浙江大学邀请社会学家赵鼎新在之江校区构建浙大人文高等研究院。[124]
- 2019年9月，浙江大学与中国艺术史家方闻共同倡导建立的浙江大学艺术与考古博物馆向公众开放。[125]浙江大学艺术与考古博物馆位于浙江大学紫金港校区西南角，[126]旨在服务于浙江大学文明史、艺术史教育。[125]

#### 校外机构
- 2004年12月，与台州市政府合作创建浙江大学台州研究院。[127]
- 2007年5月21日，由浙大校友、企业家朱敏捐款1000万美元创办民办非企业研究院——浙江大学国际创新研究院。[128]
- 2010年1月，与舟山市政府合作创建浙江大学舟山海洋研究中心。[129]
- 2018年7月12日，与衢州市政府合作创建浙江大学工程师学院衢州分院和浙江大学衢州研究院。[130]
- 2019年10月，在北京成立浙江大学北京研究所，12月成立国家制度研究院与北京研究所合署办公。[131]
- 2019年11月，与杭州钱塘区联合共建浙江大学智能创新药物研究院。[132]
- 2019年，与杭州余杭经济技术开发区合作共建浙江大学基础医学创新研究院。[133]
- 2019年1月12日，与郑州市政府签约共建浙江大学中原研究院。[134]
- 2019年7月11日，与温州市政府创建浙江大学温州研究院。[135]
- 2019年11月，与海南省政府签约创建浙江大学海南研究院，并于2020年2月成立。[136]
- 2020年5月，在义乌设立浙江大学国际健康医学研究院，筹建浙江大学“一带一路”国际医学院。[137]
- 2020年6月3日，与上海市政府合作创建浙江大学上海高等研究院。[138]
- 2021年4月，与金华市政府合作创建浙江大学金华研究院。[139]
- 2021年1月，与湖州市政府合作创建浙江大学湖州研究院。[140]
- 2021年11月，与绍兴市政府签约建设浙江大学绍兴研究院。[141]

## 校史纪念与保护

### 纪念馆
1989年，浙江大学档案馆成立，下辖博物馆和校史馆。馆藏浙江大学、杭州大学、浙江农业大学、浙江医科大学、之江大学、国立英士大学、杭州工学院、浙江省农村经济管理干部学院8个全宗档案共180596卷、323473件，50425张照片档案（含底片），1514831条数字档案馆检索目录数。
1997年8月，求是书院旧址被浙江省人民政府列为浙江省省级文物保护单位，现为杭州近代教育史陈列馆。
2000年，校友刘奎斗以匿名方式捐资建设的竺可桢国际教育大楼暨竺可桢纪念馆落成。

1949年，浙江省高等法院及杭州地方法院被中共接收，1951年其建筑划归浙江医学院。2005年3月16日，浙江省高等法院及杭县地方法院旧址成为浙江省第五批省级文物保护单位，现为杭州城市建设陈列馆。

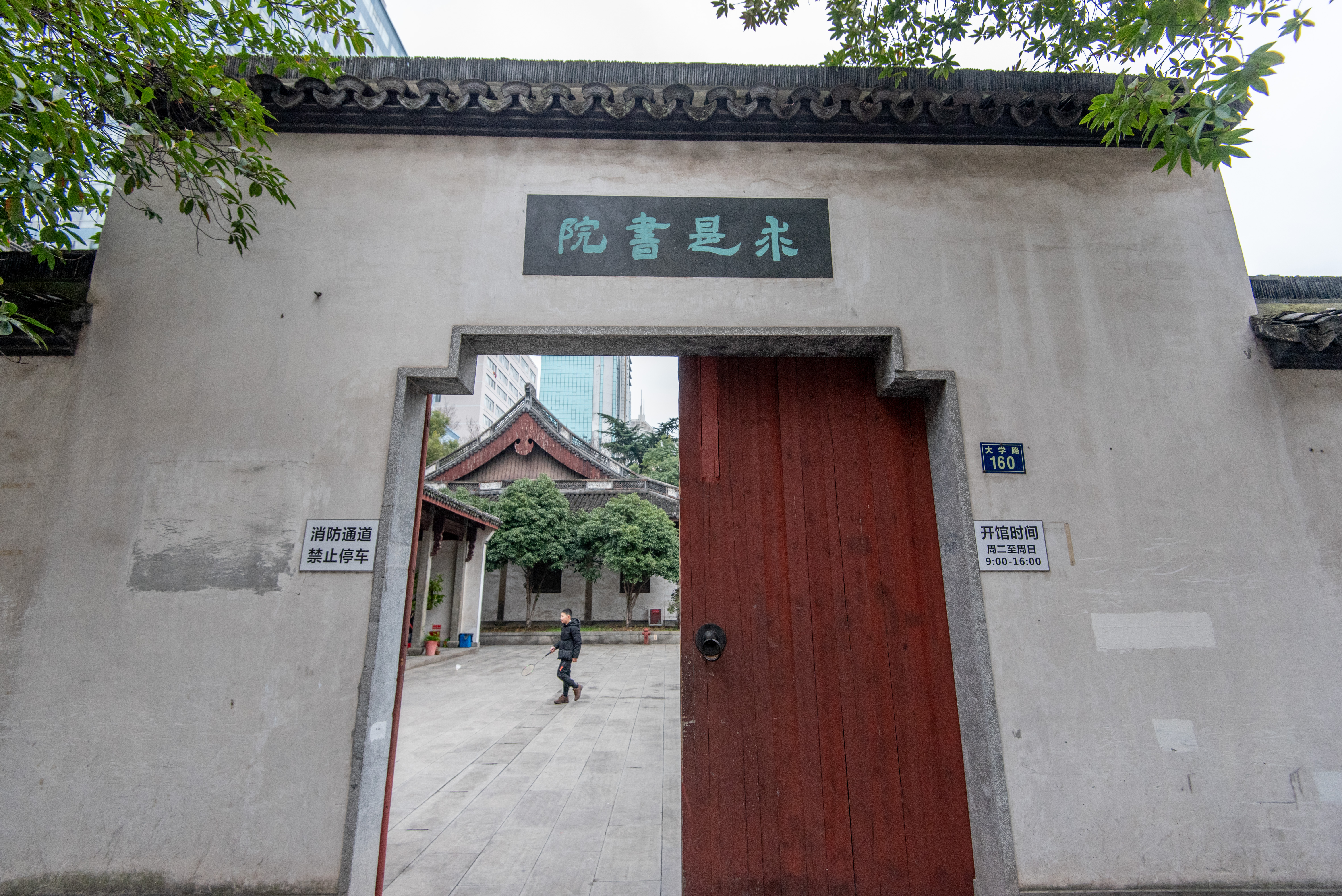
求是书院旧址：杭州近代教育史陈列馆
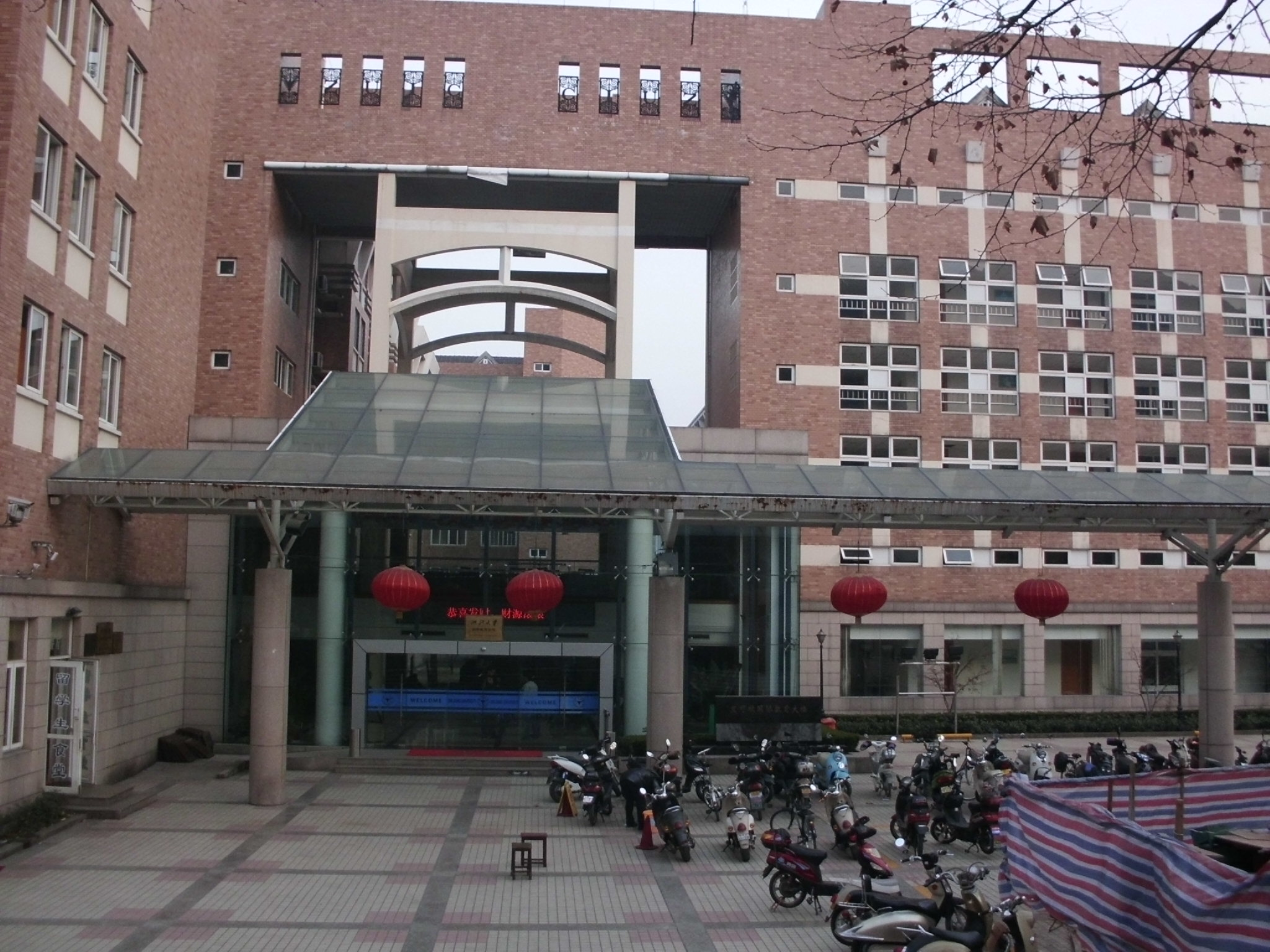
玉泉校区竺可桢国际教育大楼：竺可桢纪念馆
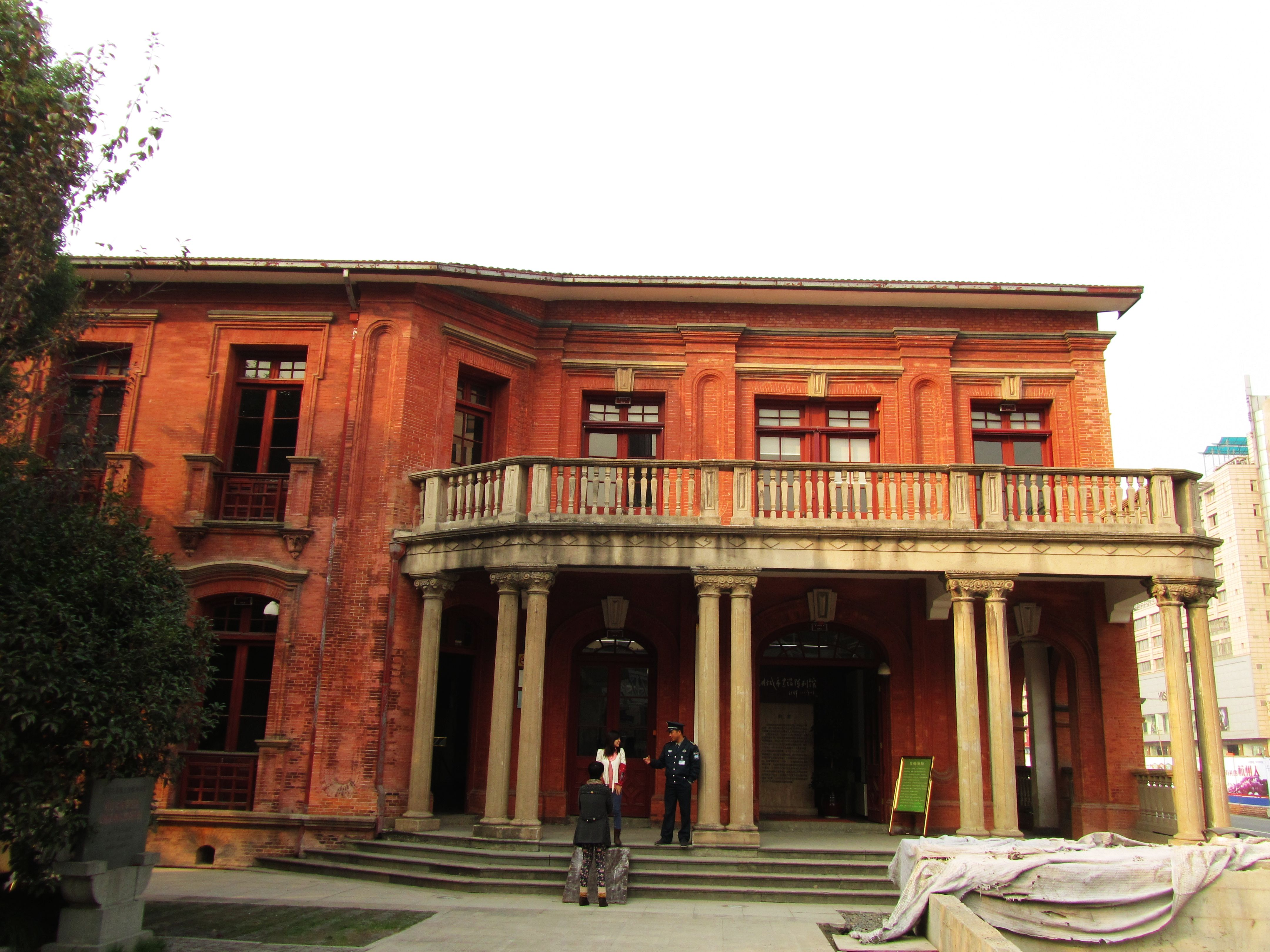
湖滨校区红楼：杭州城市建设陈列馆

### 人物雕塑
1987年4月，竺可桢黄铜雕像在玉泉校区图书馆前草坪上落成，雕塑由中国美术学院雕塑系应真华设计，杭州制氧机厂铸造。
1997年4月，费巩女儿费盈如女士等校友在浙大百年校庆时捐赠费巩亭，2005年亭内新增费巩铜像。费巩亭位于玉泉校区第七教学楼前下沉广场，正方形，平屋顶，柱身楹联“肝胆照日月奇冤难雪，风范沐桃李浩气长存”为浙大原党委书记张浚生所写。

2007年5月21日，马寅初铜像在浙江大学紫金港校区启真湖畔落成。

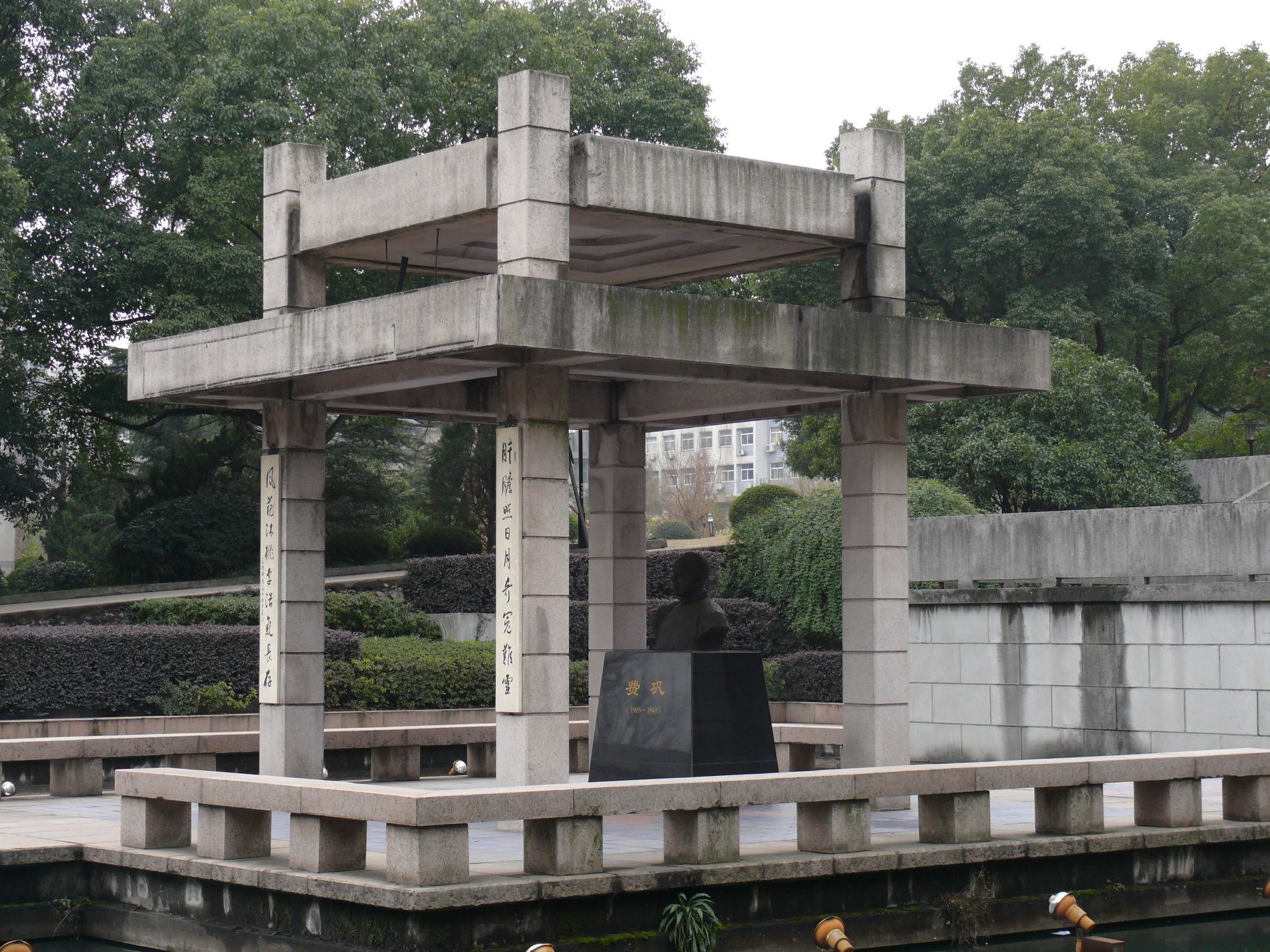
玉泉校区费巩亭
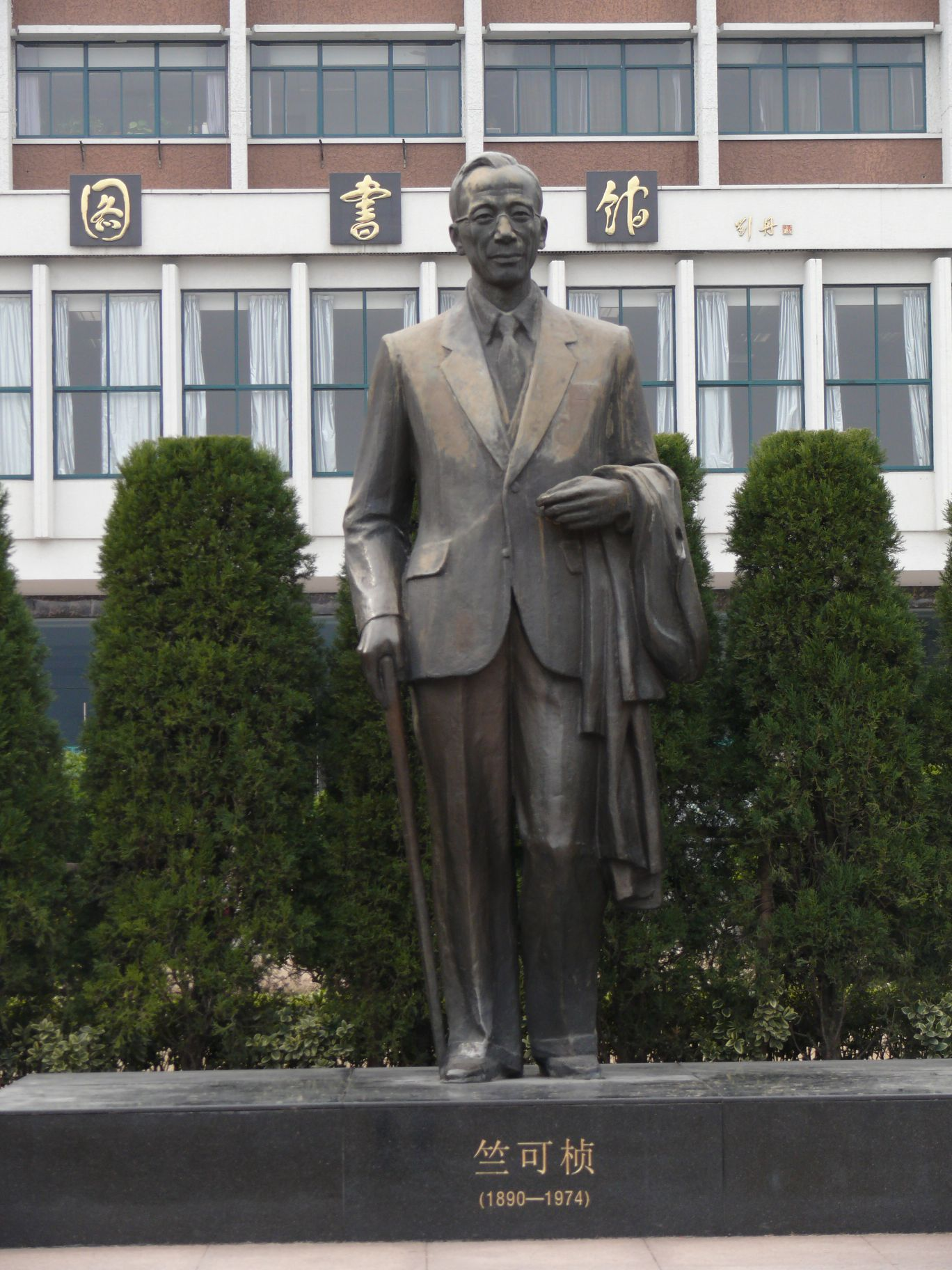
玉泉校区竺可桢像
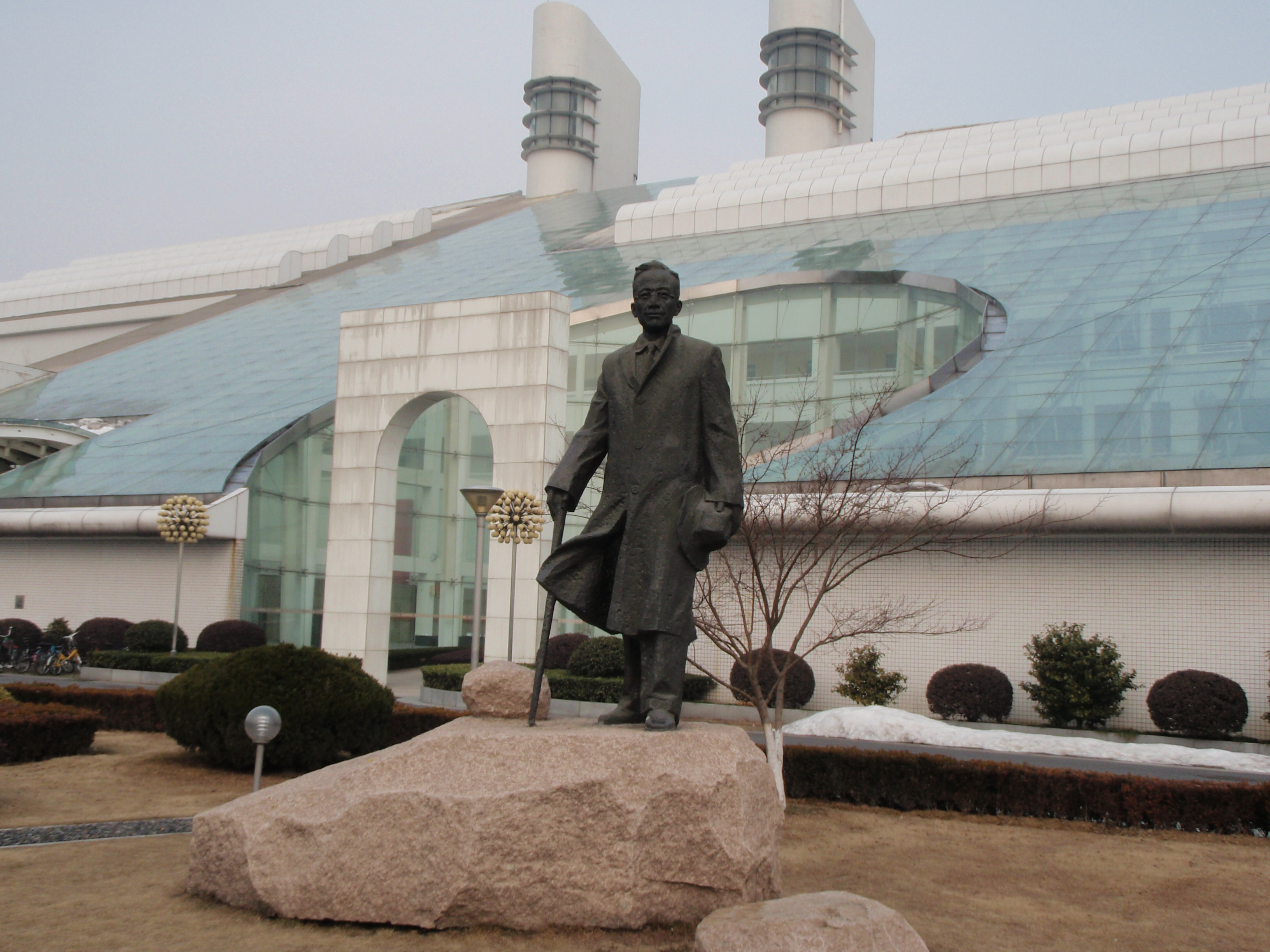
紫金港校区竺可桢塑像

## 参阅书目
- 蔡恒胜 (编). . 杭州: 浙江大学出版社. 2021. ISBN 978-7-308-21276-2.
- 杭州大学校史编辑委员会 (编). . 杭州: 杭州大学校史编辑委员会. 1997  [2023-01-09]. （原始内容存档于2023-01-04）.
- 纪念文集编辑组 (编). . 杭州: 浙江大学出版社. 2019  [2023-01-15]. ISBN 9787308187572. （原始内容存档于2023-01-15）.
- 罗卫东. . 杭州: 浙江大学出版社. 2017. ISBN 978-7-308-16894-6.
- 沈善鸿; 杭州大学校史编写组 (编). . 杭州: 杭州大学校史编写组. 1989.
- 曙白; 单冷. . 杭州: 浙江大学出版社. 2011  [2023-01-09]. ISBN 9787308085779. OCLC 815228267. （原始内容存档于2023-01-13）.
- Wan, Yinmei.  (教育学博士论文). 密歇根大学. 2008. hdl:2027.42/58541.
- Hsieh, Chiao-min; Hsieh, Jean Kan. . Hamilton Books. 2009. ISBN 978-0-7618-4148-7 （英语）.

## 拓展链接
- 浙江大学校史网 （页面存档备份，存于）
- 浙江大学档案馆-网上展厅 （页面存档备份，存于）
- 浙江大学可移动文物及藏品管理网-文物藏品展示 （页面存档备份，存于）